# Macrogyrus orthocolobus
Macrogyrus orthocolobus là một loài bọ cánh cứng trong họ van Gyrinidae. Loài này được Heller miêu tả khoa học năm 1914.